# Kattjärnen (Hede socken, Härjedalen, 692991-138469)
Kattjärnen är en sjö i Härjedalens kommun i Härjedalen och ingår i Ljusnans huvudavrinningsområde.